# Pedro Lander
Pedro Tomás Lander Moreno, más conocido como Pedro Lander (3 de marzo de 1954), es un primer actor de televisión y cantante venezolano. Se ha destacado en el género de las telenovelas comenzó en la exitosa telenovela La Comadre de RCTV, que le abrió camino para participar en numerosos dramáticos venezolanos, entre sus últimos trabajo destaca su participación en la telenovela Engañada de Venevisión  donde interpreta al Padre Juan. Incursionó en la política siendo diputado a la asamblea nacional por el Partido Socialista Unido de Venezuela, Psuv.

## Telenovelas
- 1979, La Comadre (RCTV) - Rodolfo
- 1979, Estefanía (RCTV) - Capitán Martínez Fuenmayor
- 1983-1984, Marisela (RCTV)
- 1984-1985, Topacio (RCTV) - Evelio Mercedes Montero
- 1986, Atrévete (RCTV) - Armando Morales
- 1987, Primavera (RCTV) - Antonio Pérez Miranda
- 1989, Amanda Sabater (RCTV) - Comisario Armando Espinoza
- 1990, Emperatriz (Marte Televisión) - Mauricio Gómez
- 1991-1992, La traidora (Marte Televisión) - Morel / Leonardo Castañeda
- 1991-1993, Maria Cecilia (Id Red Canal Television) - Carlos Andrés Fernandez Morales Castañeda
- 1992-1993, Divina obsesión (Marte Televisión) - Andrés Eloy Lozada
- 1995-1996, Cruz de nadie (Marte Televisión) - Diego Santisteban
- 1996-1997, La llaman Mariamor (Marte Televisión) - Brando León
- 1997-1998, Destino de mujer (Venevisión) - Ramón Santana
- 1998-1999, El país de las mujeres (Venevisión) -Ramón Manrique
- 1999, Cuando hay pasión (Venevisión) -Julio César Estrada
- 2000, Hechizo de amor (Venevisión) - Marcelo Salazar
- 2001, Más que amor, frenesí (Venevisión) - Marco Tulio Bracamonte
- 2002, Las González (Venevisión) - Walter Piña
- 2003, Engañada (Venevisión) - Padre Juan
- 2003-2005 Laura (telenovela de 2003) (Id Red Canal Television) - Padre Gustavo Martinez Montes
- 2008, Caramelo e' Chocolate. (TVes) -  Asdrúbal Monge

## Cine
- 1994, Sicario -Solís
- 1999, Huelepega: Ley de la calle - Saúl
- 1985, La graduación de un delincuente - Darío
- 1985, El atentado
- 1986, Colt Comando 5.56 - Subinspector DISIP Gumersindo Peña
- 1988, Música Nocturna
- 2000, Oro Diablo - Aroldo
- 2004, Punto y raya -Capitán del Ejército venezolano
- 2005, El Caracazo (película)
- 2011, Los pájaros se van con la muerte - Policía